# Июньское наступление ВСЮР
Июньское наступление — серия наступательных операций ВСЮР, предпринятых в июне 1919 года.

## Переход ВСЮР в наступление
В результате поражения, нанесенного в мае 1919 армиям Южного и Украинского фронтов РККА в боях за Донбасс, Луганск, на Северском Донце и Маныче, войска генерала Деникина смогли перейти от обороны к наступлению.
По словам Деникина, к концу мая на северном фронте белые имели 50,5 тыс. чел. против 95—105 тыс. у красного Южного фронта.
Войска Деникина предприняли одновременное наступление по пяти направлениям:
- Войска Северного Кавказа выделили отряд для наступления на Астрахань
- Кавказская армия наступала на Царицын
- Донская армия имела задачу очистить от красных север Донской области и выходом на линию Поворино — Лиски отрезать район Царицына с запада
- Добровольческая армия наступала на Харьков
- 3-й армейский корпус наступал в Крыму, а особый отряд Добровольческой армии имел задание перехватить отступающие красные войска по выходу с полуострова

## Отступление Южного фронта
1 июня части 13-й армии оставили Бахмут, 4 июня добровольцы вступили в Славянск. В тот же день Украинский фронт был ликвидирован, 2-я Украинская армия была переименована в 14-ю и подчинена Южному фронту, 1-я и 3-я Украинские армии были сведены в одну 12-ю армию, вошедшую в состав Западного фронта. Разграничительная линия между Западным и Южным фронтами прошла через Курск — Валуйки — Екатеринослав и далее по Днепру до Херсона.
4—7 июня Марковский полк, наступая от Лоскутовки, взял Лисичанск и очистил от красных значительный район к югу от Донца, подготовив переправу через реку. 9 июня части переправились на левый берег, и к 12-му продвинулись на 30 км вдоль железной дороги в направлении на Сватово.
Запоздалой директивой от 31 мая главком И. И. Вацетис поставил перед армиями Южного фронта оборонительные задачи.
Махно 29 мая порвал с красными и объявил о создании Повстанческой дивизии. Красные, в свою очередь обвинили его в поражении 13-й армии и 8 июня объявили вне закона.
12 июня Вацетис издал директиву о переходе армий Южного фронта к обороне, для прикрытия направлений на Мелитополь, Екатеринослав, Харьков, Валуйки, Воронеж, Борисоглебск и Царицын.
Начался вывоз военного имущества с Украины, из прифронтовых губерний РСФСР и с узловых железнодорожных станций первой линии. Екатеринослав, Харьков, Курск, Воронеж, Борисоглебск, Балашов, Аткарск, Камышин, Царицын, Астрахань превращались в укрепрайоны.

## План Гиттиса
Командующий Южным фронтом В. М. Гиттис, полагая, что главный удар противник собирается нанести на Царицынском направлении, а на остальных лишь проводит военные демонстрации, преследуя отходящие без боя красные войска, 8 июня приказал 14-й армии на правом фланге и в центре перейти к активной обороне, а «левым флангом перейти в решительное наступление с фронта Гришино — Славянск в общем направлении на фронт Иловайская — Нырково с целью прикрыть Екатеринослав и Харьков и облегчить положение соседних армий фронта».
Сосредоточенная в районе Синельникова 14-я армия под командованием К. Е. Ворошилова, которого Деникин характеризует как «человека без военного образования, но жестокого и решительного», создавалась из двух формируемых дивизий (7-й Украинской сводной и 47-й сводной) и войск нескольких гарнизонов приднепровских городов, и будучи собранной из разнородных частей, «не представляла слаженного боевого организма».
После прорыва армии к району Славянск — Юзовка предполагалось одновременным наступлением харьковской группы (отряд Беленковича и остатки 13-й армии) вернуть Донецкий бассейн.

## Наступление Добровольческой армии
В середине июня войска 14-й армии удерживались на линии Большой Токмак — Балаклея, готовясь перейти в наступление.
Белые их опередили. Для обеспечения фланга Харьковской операции был создан Западный фронт Добровольческой армии под командованием генерала А. Г. Шкуро. 5—7 июня Кавказская казачья дивизия разбила под Гуляйполем войска Махно и отбросила его к Александровску. Затем белые двинулись на север, в нескольких боях разбили части Ворошилова, пытавшиеся наступать от Синельникова, и отогнали их к Екатеринославу, взяв после упорного боя Синельниково и Павлоград.
Обеспечив западное направление, командующий Добровольческой армией генерал В. З. Май-Маевский двинул 1-й армейский корпус Кутепова и Терскую дивизию Топоркова на Харьков. Сбивая противника и не давая ему нигде закрепиться, части за месяц прошли около трехсот верст. 12—14 июня в бою у Барвенкова были разбиты крупные силы красных, наступавших со стороны Лозовой при поддержке двух бронепоездов. 14 июня Топорков и корниловцы заняли Купянск, а 15-го полковник А. В. Туркул с батальоном дроздовцев внезапным ударом с тыла взял Лозовую, где был захвачен бронепоезд, много паровозов и 700 вагонов с различными грузами.
15 июня на фронт прибыл генерал Н. С. Тимановский, принявший командование 1-й дивизией.
К 20 июня были заняты Лозовая, Волчанск и Калач Северный, и Гиттис приказал командованию укрепрайонов во что бы то ни стало удержать Белгород и Харьков. 14-я армия должна была создать угрозу тылу наступающих белых, а 13-я отводилась для прикрытия Корочи и Нового Оскола.

## Харьковская операция
20 июня Май-Маевский начал концентрическое наступление на Харьков, со стороны Волчанска, Чугуева, Змиёва и Лозовой. Красные наскоро организовали Харьковскую крепостную зону в составе Харьковского и Белгородского укрепрайонов, прикрывавшую стык между 14-й и 13-й армиями, но лишенная достаточной поддержки полевых войск, она не могла долго сопротивляться.
16-го был взят Чугуев, 20-го марковцы взяли Волчанск, и 23 июня части добровольцев перешли оттуда в наступление. Обойдя Харьков с севера и северо-запада, они перерезали пути на Брянск и Ворожбу, уничтожив несколько эшелонов с подкреплениями. В тот же день правая колонна Кутепова внезапным налетом взяла Белгород, отрезав связь с Курском. Конные разъезды белых появились на северной и восточной окраинах Харькова.
24 июня левая колонна Кутепова (Дроздовский и Сводно-стрелковый полки) после пяти дней боев на подступах к городу вошла в Харьков с севера. Принявший командование гарнизоном А. Я. Пархоменко с отрядом коммунистов, курсантов и матросов на следующий день ворвался в Харьков и овладел привокзальным районом, но, не получив поддержки других частей, утром 26-го отступил. Остатки харьковской группы были выведены в район Валки — Богодухов, где присоединились к частям Левобережной группы 12-й армии.
Продвигаясь от Харькова в направлении Екатеринослава, 28 июня 2-тыс. отряд пластунов при поддержке 3-й Дроздовской батареи после двухдневного боя овладел Константиноградом, обратив в бегство 15-тыс. отряд противника.

## Екатеринославская операция
К концу месяца части Шкуро овладели нижним течением Днепра до Екатеринослава, после чего началось наступление на город по двум направлениям. По словам Деникина, атака города была предпринята Шкуро по собственной инициативе.
На севере пехота и две конные дивизии 25 июня атаковали Новомосковск, обошли позиции красных, и два конных полка форсировали Днепр, прорвавшись к району Верхнеднепровска, и выйдя частью сил к Нижнеднепровску, в тыл 7-й Сводной дивизии, оборонявшей город с востока. В тот же день началось наступление с востока, со стороны Павлограда и Синельникова. 19-го на усиление гарнизона Новомосковска был направлен резерв 14-й армии — Особый бронедивизион при СНК УССР. Его командир А. И. Селявкин 25 возглавил оборону, и два дня сдерживал противника. 28-го красные были разбиты под Новомосковском, и части Добровольческой армии ворвались в Екатеринослав с двух сторон. Три дня в городе шли упорные бои; части 14-й армии оборонялись при поддержке Днепровской флотилии, но 30-го были выбиты из города и отступили в район Правобережной группы 12-й армии.
В результате разрыв между 13-й и 14-й армиями достиг 300 км, обнажив тылы 12-й армии. Главное командование было вынуждено подчинить её Южному фронту, а войска разбитых 14-й армии и Харьковской группы сводились в Украинскую группу Южного фронта, подчиненную командованию 12-й.

## Наступление Донской армии
Наиболее успешно развивалось наступление на фронте Донской армии. После прорыва фронта 9-й армии в районе Каменской 24—25 мая первая группа К. К. Мамонтова за четверо суток прошла 200 км, очищая правый берег Дона от красных и поднимая на борьбу станицы. 7 июня Мамонтов был на Чире, а 19-го перерезал линию Поворино — Царицын и направил часть сил по Медведице, часть в тыл Царицыну.
Другая группа форсировала Донец у Белокалитвенской, двинулась по Хопру на Поворино. Третья преследовала вдоль Юго-Восточной железной дороги отступавшую к Воронежу 8-ю армию красных. Отдельный отряд А. С. Секретева двигался на северо-восток и 7 июня достиг района восставших станиц Верхнего Дона.
2 июня командование фронтом приказало 9-й армии отойти на линию Екатериновка — Ермаковская — Балабинская. В результате того, что 13-ю и 8-ю армию белые отбросили на северо-запад, а 9-ю и 10-ю — на северо-восток, между ними образовался разрыв.
Окончательно 9-я армия была разбита у Зимняцкой, где донцы окружили 23-ю дивизию и уничтожили 199-й и 201-й полки. Остатки дивизии бежали к станице Арчединская. 23 июня армия отошла к линии рек Терса — Елань. 26 июня командующий армией Н. Д. Всеволодов на автомобиле бежал в расположение белых.
Донские войска очистили область от красных, выйдя на линию Балашов — Поворино — Лиски — Новый Оскол, где в июле начались упорные бои с противником, подтянувшим подкрепления с Восточного фронта.
Глубоко вклинившись в расположение Южного фронта, Донская армия наносила удары по флангам 8-й и 10-й армий, заставляя их отступать все дальше.

## Наступление Кавказской армии
Кавказская армия продолжала преследование частей 10-й советской армии, отступавших с Маныча. 2-й Донской корпус, направленный вдоль железнодорожной линии Лихая — Царицын, создал угрозу правому флангу красных и способствовал успешному продвижению Врангеля. В бою 2 июня белые овладели позицией на Есауловском Аксае, последней значительной преградой на пути к Царицыну.
Части Врангеля дважды штурмовали сильно укрепленный город, и 30 июня овладели им. Остатки 10-й армии отступили на север.
Не имея резервов на Южном фронте, главком Вацетис пытался снять части с Восточного и направить их под Царицын, но столкнулся с противодействием командующего Восточным фронтом С. С. Каменева, указавшего на бесполезность попыток затыкания дыр на одном направлении за счет другого, и предложившего сосредоточить вдали от зоны боевых действий ударный кулак в три-четыре дивизии, чтобы потом начать решительное контрнаступление. Впоследствии эта идея стала основой операций красных на Южном фронте.

## Астраханский поход
Главноначальствующий Северным Кавказом генерал И. Г. Эрдели направил против Астрахани 5-тыс. отряд генерала Д. П. Драценко. Наступление велось по двум направлениям — степью от Святого Креста и берегом моря от Кизляра. С востока к Астрахани подошли формирования уральских казаков, но попытки пробиться с двух сторон к городу, предпринимавшиеся в июне — августе, были безуспешны по причине недостаточности сил, трудности снабжения, ненадежности частей, сформированных из горцев Кавказа и проволочек английского командования, только в начале июля передавшего белым корабли Каспийской флотилии.
В Астрахани оборонялась 11-я армия, сформированная в марте 1919 из частей упраздненного Каспийско-Кавказского фронта и подчиненная главкому, а с 26 мая — командованию Южного фронта.

## Крымская операция
Руководство военными действиями в Крыму, Приазовье и Северной Таврии было поручено генералу Я. А. Слащёву. 5 июня при поддержке орудий английской эскадры части 3-го корпуса начали штурм Ак-Манайских позиций. 11-го части Слащева высадились в районе Коктебеля, а затем была произведена еще одна высадка у Евпатории. Десантные отряды перерезали железные дороги, соединяющие побережье с Симферополем и Джанкоем, после чего развернули наступление на центр полуострова по трем направлениям.
Отряд Виноградова севернее Мелитополя перерезал железную дорогу Крым — Александровск, но остаткам Крымской армии П. Е. Дыбенко 29 июня удалось вырваться и уйти в Северную Таврию в район Каховки, Берислава и Херсона, где они присоединились к 12-й армии как Крымская стрелковая дивизия.

## Московская директива
За месяц боев войска Южного фронта отошли местами на 250—300 км и начали закрепляться на второй линии укрепрайонов. Разрывы образовавшиеся на правом фланге и в центре фронта спешно затыкались перебрасываемыми туда подкреплениями. В разрыв между 13-й и 14-й армиями были направлены части Левобережной группы 12-й армии и войска Орловского окружного военного комиссариата, а в промежутки между 13-й и 8-й, 8-й и 9-й армиями направили
1-ю и 2-ю особые дивизии Особого экспедиционного корпуса, подавлявшие до этого Вешенское восстание, и части 31-й и 56-й стрелковых дивизий, переброшенных с Восточного фронта и
Украины.
В результате успехов июньского наступления северный фронт ВСЮР к началу июля протянулся 1800-километровой дугой от берега Каспийского моря западнее Астрахани, через Зимнюю ставку — Царицын берегом Волги до Камышина, оттуда на Балашов — Борисоглебск — Коротояк — Острогожск (все исключительно) — Корочу исключительно, далее мимо Хотмыжска и Грайворона на Константиноград — Екатеринослав — Александровск исключительно — Орехов, доходя до Азовского моря западнее Ногайска.
3 июля в Царицыне воодушевленный успехами Деникин огласил свою знаменитую Московскую директиву, справедливо раскритикованную впоследствии и красными и белыми специалистами за чрезмерный оптимизм и пренебрежение правилами стратегии. При выборе направления главного удара белый главком столкнулся с противодействием генерала Врангеля, снова предложившего наступать основными силами вдоль Волги, и командующего Донской армии генерала В. И. Сидорина, понимавшего, что донские казаки на Москву не пойдут, и предлагавшего для начала закрепиться в занятых районах.
В итоге было решено наступать по трем направлениям, что при недостатке сил ставило успех предприятия в зависимость от счастливого случая. При этом чрезмерно растянутый фронт белых продолжал удлиняться, так как на Украине шло стихийное продвижение на запад, где войска не встречали сильного сопротивления.
В течение июля белые накапливали силы для похода на Москву, а красные готовились к контрнаступлению. На фронте наступило относительное затишье.

## Комментарии
1. ↑  Деникин, с. 50. Советская историография приводит данные для Южного фронта в 62,5 тыс. штыков и 13,7 тыс. сабель, и традиционно приписывает Деникину «огромные силы» — 24 пехотные и 30 конных дивизий общей численностью 52 тыс. штыков и 57,5 тыс. сабель (Гражданская война в СССР, с. 137). Какурин и Вацетис округленно дают цифры в 75 тыс. красных и 100 тыс. белых (с. 284). По данным Деникина, к началу июня ВСЮР насчитывали 64 тыс. чел., а численности в 100 тыс. удалось достигнуть только в июле (Деникин, с. 70)
2. ↑  3-й конный корпус (без 1-й Терской казачьей дивизии), 2-я пластунская бригада и отряд генерала Виноградова (Дерябин, с. 17)
3. ↑  Корниловский и марковский полки